# Lauwin-Planque
Lauwin-Planque és un municipi francès, situat a la regió dels Alts de França, al departament del Nord. L'any 2006 tenia 1.818 habitants. Limita al nord amb Flers-en-Escrebieux, a l'est amb Douai, al sud-est amb Cuincy i al sud-oest amb Esquerchin.

## Demografia
| 1962                                       | 1968 | 1975 | 1982  | 1990  | 1999  | 2006  |
| ------------------------------------------ | ---- | ---- | ----- | ----- | ----- | ----- |
| 936                                        | 948  | 918  | 1.247 | 1.775 | 1.900 | 1.818 |
| Des de 1962: població sense dobles comptes |      |      |       |       |       |       |

## Administració
| Període | Identitat        | Partit |
| ------- | ---------------- | ------ |
| 2001-   | Christian Poiret | PS     |